# Georg Liegel
Georg Liegel (nacido en la granja de ovejas cerca de Waldmünchen en 1776 o el 18 de diciembre de 1777 o también 3 de mayo de 1779; † fallecido en Braunau am Inn el 5 de septiembre de 1861) fue un  pomólogo y farmacéutico alemán-austriaco. 

## Biografía
Georg Liegel Liegel estudió farmacia en Múnich. Después de completar sus estudios, adquirió una farmacia en Braunau en 1803. En 1809 fue nombrado alcalde.
Además, Liegel trabajó intensamente en la fruticultura. Recolectó tipos de frutas y poseía una de las colecciones más grandes de su tiempo. 
En 1851 ofreció 1120 tipos diferentes de frutas en una lista, de las cuales envió vástagos dentro de Europa e incluso a América. Liegel se especializó principalmente en frutas de hueso y también cultivó muchas variedades regionales de ciruelas en su colección .
Liegel encontró una variedad de manzana no descrita hasta ahora en el área alrededor de Braunau y la llamó 'Schmidberger Renette' en honor al pomólogo padre Josef Schmidberger (1773–1844).
Georg Liegel es autor de numerosas publicaciones con contenido pomológico.

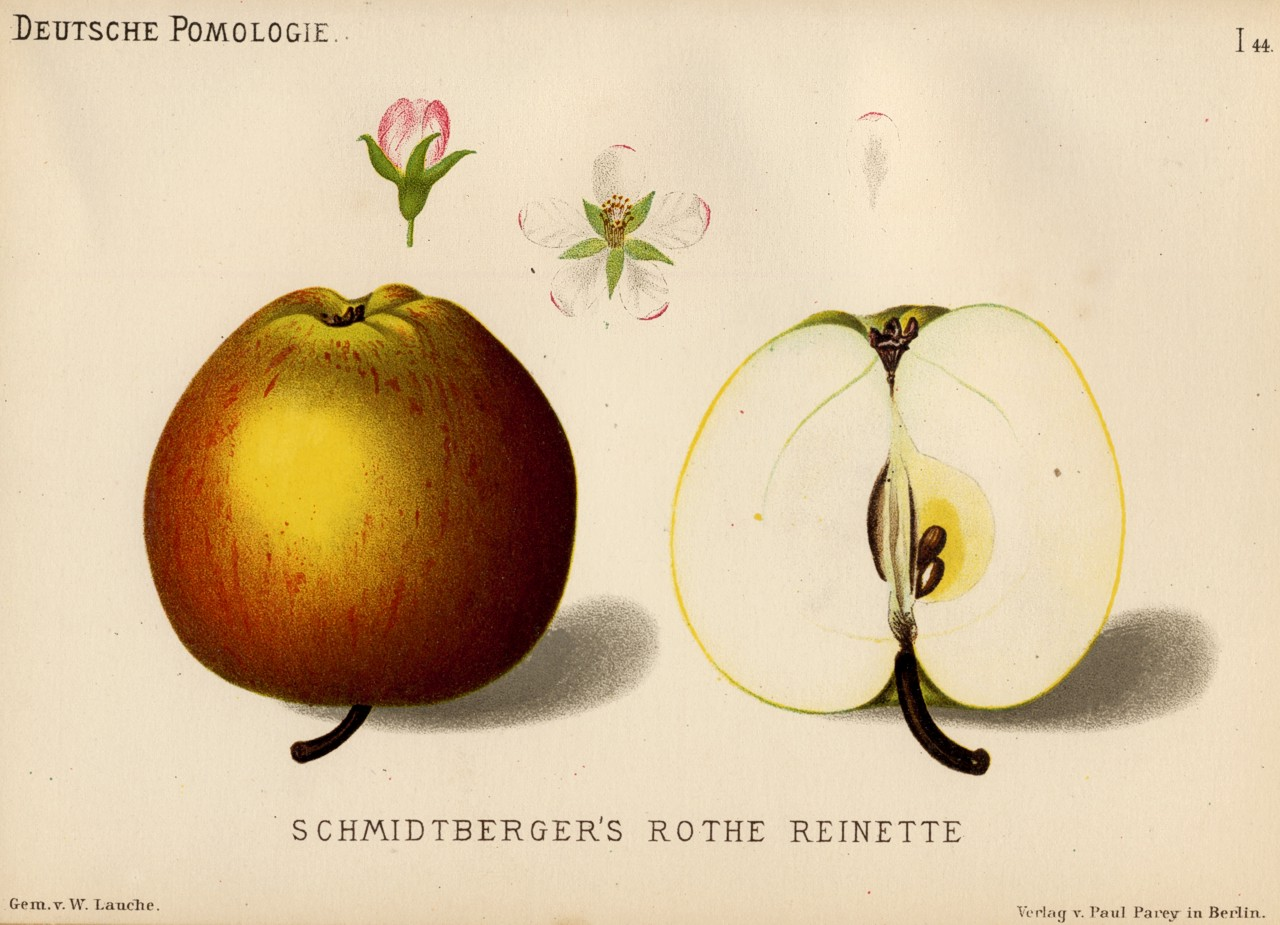
La variedad de manzana encontrada y nombrada por Liegel Schmidberger Renette.

## Publicaciones
- «Anweisung mit welchen Sorten verschiedene Obstbaum-Anlagen besetzt werden sollen.» (Instrucción de con qué variedades se deben sembrar las diferentes plantas de árboles frutales). Salzburgo 1822
- «Systematische Anleitung zur Kenntniß der vorzüglichsten Sorten des Kern-, Stein-, Schalen- und Beerenobstes. » (Guía sistemática para conocer las mejores variedades de frutas de pepita, hueso, cáscara y bayas). Friedrich Pustet, Passau 1825
- «Die pomologische Kunstsprache systematisch bearbeitet. Oder Lehre der Charakteristik der Obstfrüchte und der obsttragenden Gewächse.» (El lenguaje del arte pomológico editado sistemáticamente. O estudio de las características de las plantas frutales y frutales). Friedrich Pustet, Passau 1826
- «Lehrbuch der Pomologie mit neuen Kirschen-Charakteren.» (Libro de texto de pomología con nuevos personajes de cereza). 2ª edición. Friedrich Pustet, Ratisbona 1830
- «Anweisung mit welchen Sorten verschiedene Obstbaum-Anlagen besetzt werden sollen.» (Instrucción de con qué variedades se deben sembrar las diferentes plantas de árboles frutales). 2ª edición. Franz Xaver Duyle, Salzburgo 1842
- «Uebersicht der Pflaumen. Nach dem jetzigen Standpunkte.» (Resumen de las ciruelas. Según el puesto actual). Pustet, Passau 1847
- «Beschreibung neuer Obstsorten.» (Descripción de nuevas variedades frutales). Georg Joseph Manz, Ratisbona 1851
- «Vollständige Uebersicht aller von dem Verfasser kultivirten und in verschiedenen Werken beschriebenen Pflaumen mit ihren Charakteren. (Resumen completo de todas las ciruelas cultivadas por el autor y descritas en varias obras con sus personajes). Georg Joseph Manz, Ratisbona 1861